# Île d'Aix
Île d'Aix je francouzský ostrov v Biskajském zálivu. Leží přibližně ve středu pertuis d'Antioche naproti ústí řeky Charente severozápadně od města Rochefort.

## Geografie
Île d'Aix je malý plochý ostrov tvaru srpku, je široký 600 metrů a dlouhý 3 kilometry. Od pevniny je oddělen 6 kilometrů širokou úžinou. Ostrov je přístupný jen po moři.

## Historie
Ostrov byl silně opevněn. V dubnu 1809 zde Britové svedli vítěznou námořní bitvu nad loďstvem viceadmirála Zacharie Allemanda. Roku 1815 odtud odplul Napoleon Bonaparte na brize L’Épervier.

Mapa ostrova
Bitva u ostrova Aix